# A Line of Deathless Kings
A Line of Deathless Kings – dziewiąty album studyjny brytyjskiego zespołu muzycznego My Dying Bride. Wydany został 9 października 2006 r. przez wytwórnię muzyczną Peaceville Records. Nagrania zostały zarejestrowane pomiędzy majem a czerwcem 2006 roku w Academy Studio. Miksowanie odbyło się w lipcu tego samego roku w Chapel Studios. Materiał był promowany teledyskiem do utworu „I Cannot Be Loved”.

## Lista utworów
Opracowano na podstawie materiału źródłowego.
| Nr | Tytuł utworu                     | Długość |
| -- | -------------------------------- | ------- |
| 1. | „To Remain Tombless”             | 6:06    |
| 2. | „L'Amour Detruit”                | 9:08    |
| 3. | „I Cannot Be Loved”              | 7:04    |
| 4. | „And I Walk with Them”           | 6:37    |
| 5. | „Thy Raven Wings”                | 5:22    |
| 6. | „Love's Intolerable Pain”        | 6:14    |
| 7. | „One of Beauty's Daughters”      | 5:40    |
| 8. | „Deeper Down”                    | 6:28    |
| 9. | „The Blood, the Wine, the Roses” | 8:21    |
|    |                                  | 1:01:00 |

## Twórcy
Opracowano na podstawie materiału źródłowego.
| Zespół My Dying Bride w składzie - Aaron Stainthorpe – wokal prowadzący - Adrian Jackson – gitara basowa - Hamish Glencross, Andrew Craighan – gitara - Sarah Stanton – instrumenty klawiszowe |  | Dodatkowi muzycy - John Bennett – perkusja |  | Inni - Robert "Mags" Magoolagan – produkcja, miksowanie - Calvin Robertshaw – miksowanie - Matt Vickerstaff – oprawa graficzna albumu |